# Naturpark Feldberger Seenlandschaft

Logo

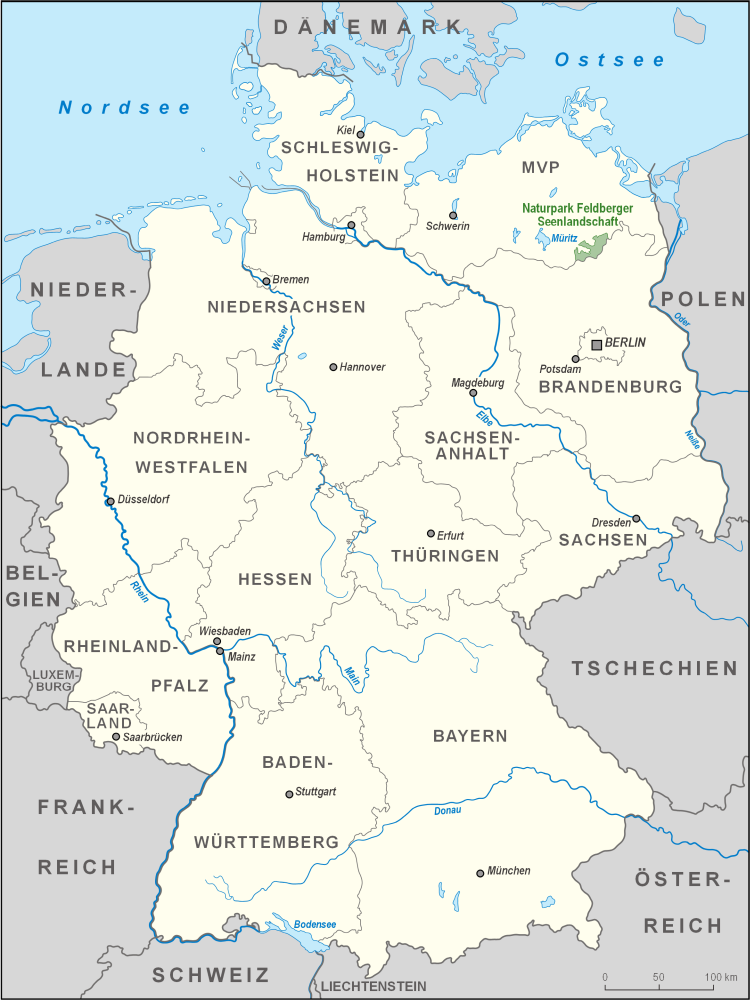
Lage des Naturparks Feldberger Seenlandschaft

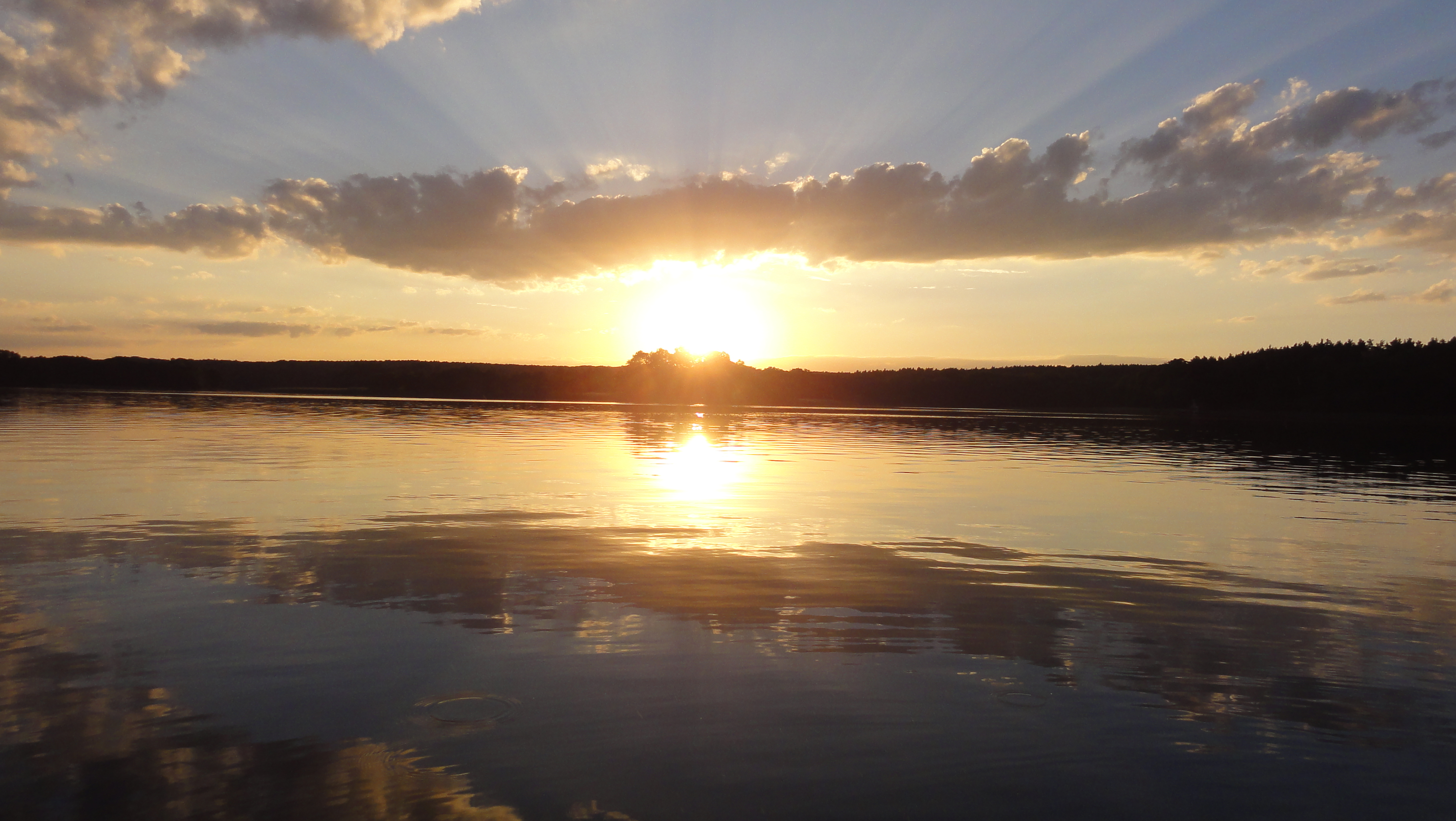
Der See Breiter Luzin im Naturpark

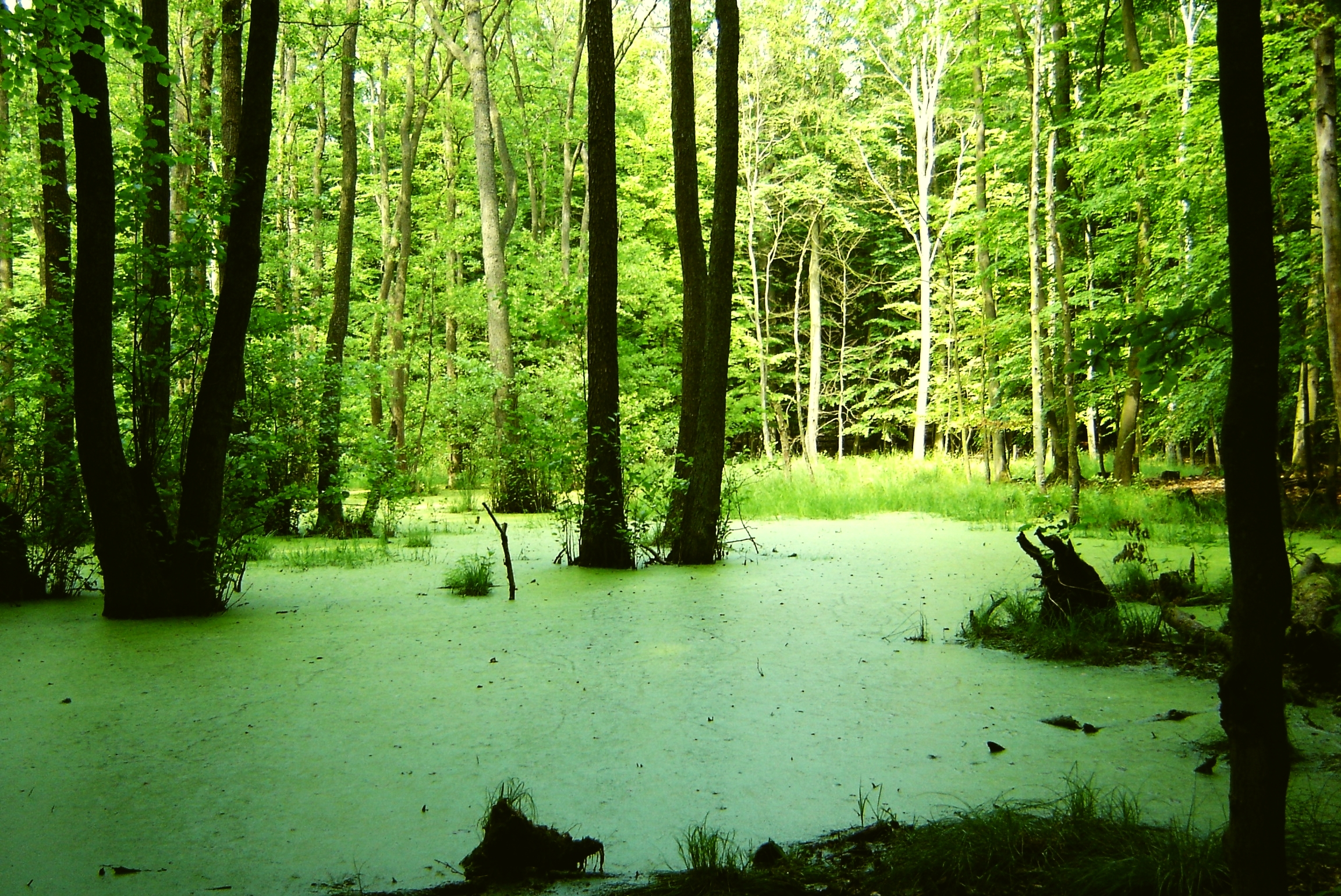
Erlenbruchwald und Moor in einem der zahlreichen Feuchtgebiete (Hinrichshagen)

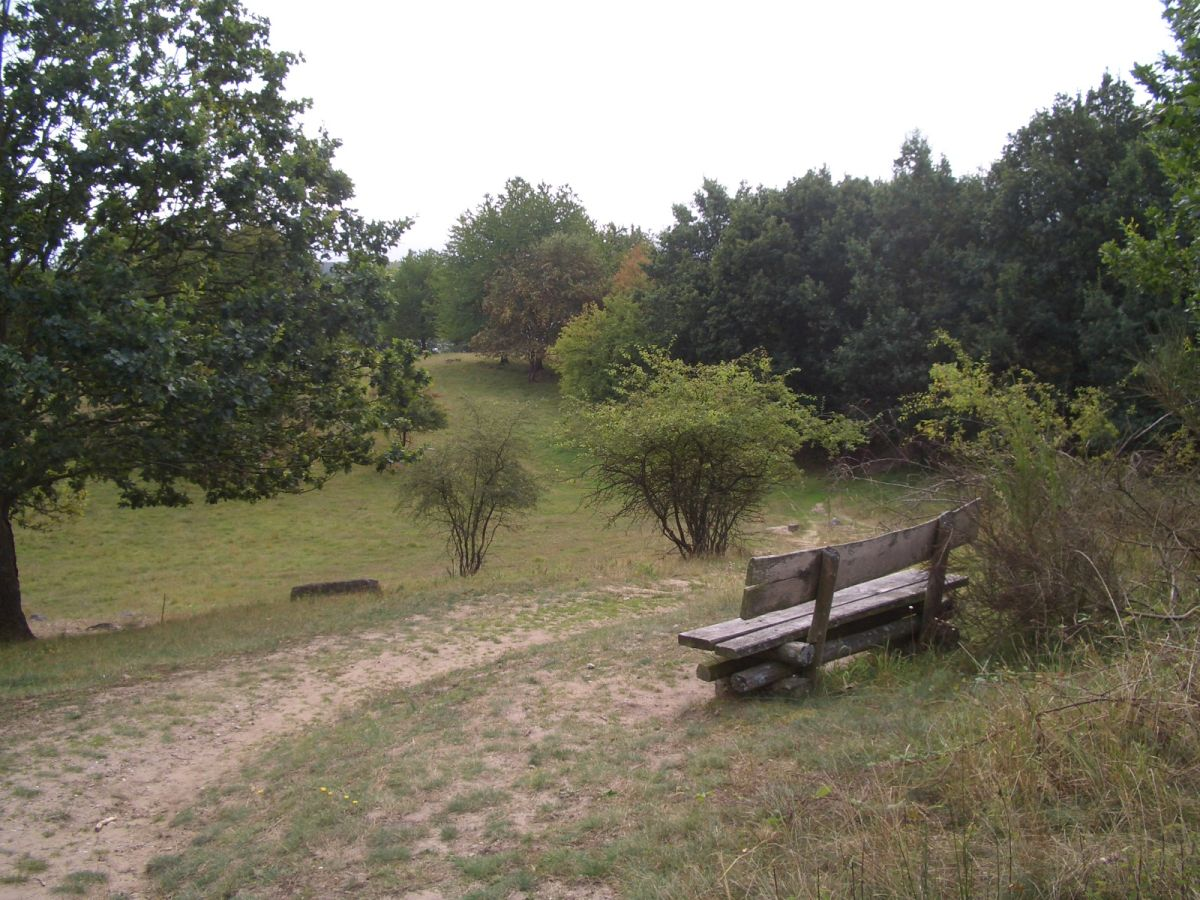
Trockenbiotope mit Wanderweg und zahlreichen Aussichtspunkten

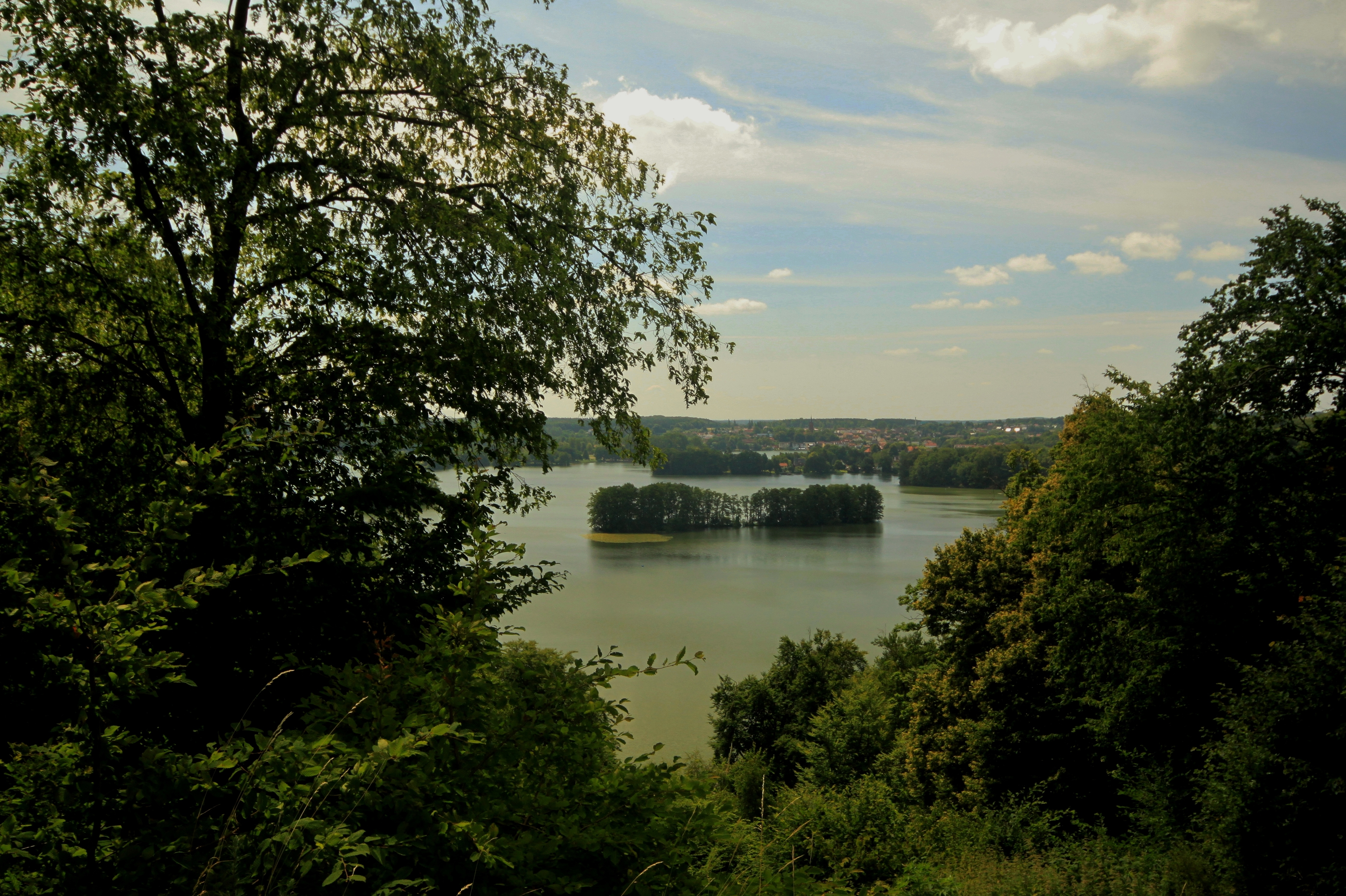
Blick vom Reiherberg zum Haussee in Feldberg

Der Naturpark Feldberger Seenlandschaft liegt im Südosten Mecklenburg-Vorpommerns im Landkreis Mecklenburgische Seenplatte. Ein großer Teil des Naturparkes liegt in der Gemeinde Feldberger Seenlandschaft. Darüber hinaus gehören auch die Gemeinden Wokuhl-Dabelow, Grünow, Carpin, Godendorf und Teile der Stadtgebiete von Woldegk und Neustrelitz  zum Naturpark. Der westliche Teil des Naturparkes gehört zum Nationalpark Müritz.
Der Naturpark Feldberger Seenlandschaft wird durch seine großen Seen (Breiter Luzin, der Carwitzer See, der Schmale Luzin, der Große Fürstenseer See sowie der Feldberger Haussee) und Wälder mit vielen, auch seltenen Tieren und Pflanzen, aber auch durch seine Kulturlandschaft gekennzeichnet. Die Besonderheit des Parkes sind die Kesselmoore und der älteste Buchenwald Deutschlands im Naturschutzgebiet Heilige Hallen.
Die Landschaft ist durch die Eiszeit geprägt. Im Nordteil des Naturparks gibt es ein Grundmoränengebiet, im Süden bewaldete Sanderflächen. Der zentrale Teil mit den Feldberger Seen gehört zur Endmoräne des pommerschen Stadiums der Weichseleiszeit. Dieses Gebiet weist für norddeutsche Verhältnisse große Höhenunterschiede auf. Der höchste Berg ist die Vogelkirsche (beim Dorf Schlicht nördlich des Breiten Luzin) mit einer Höhe von 166,6 m ü. NHN. Der Breite Luzin ist mit 58,3 Metern der zweittiefste See von Mecklenburg-Vorpommern.
Durch den Krüselinsee, den Großen Mechowsee und den Südteil des Carwitzer Sees verläuft die Landesgrenze zu Brandenburg.
Viele seltene Tiere wie der Fischotter, der das Wappentier des Parks ist, der Schwarzstorch, der Schrei-, See- und Fischadler, die Große Flussmuschel und die Tiefenmaräne leben hier. Auch 1.000 Wildpflanzenarten gibt es in diesem Naturpark.
Der Park hat eine Fläche von ca. 340 km², die zu ca. 38 % von Wäldern, ca. 11 % von Seen- und Flüssen, ca. 45 % von der landwirtschaftlichen Nutzfläche und ca. 6 % von Infrastruktur und Wohnflächen eingenommen werden.
Die Feldberger Seenlandschaft wurde 2006 in die Liste der 77 ausgezeichneten Nationalen Geotope aufgenommen.

## Naturschutzgebiete
Im Naturpark gibt es 14 Naturschutzgebiete, die eine Gesamtfläche von 3714 Hektar einnehmen, was 10,3 Prozent der Naturparkfläche entspricht:
- Comthureyer Berg (13 ha)
- Conower Werder (54 ha)
- Feldberger Hütte (481 ha)
- Hauptmannsberg (44 ha)
- Heilige Hallen (68 ha)
- Hinrichshagen (1124 ha)
- Hullerbusch und Schmaler Luzin (345 ha)
- Keetzseen (329 ha)
- Krüselinsee und Mechowseen (481 ha)

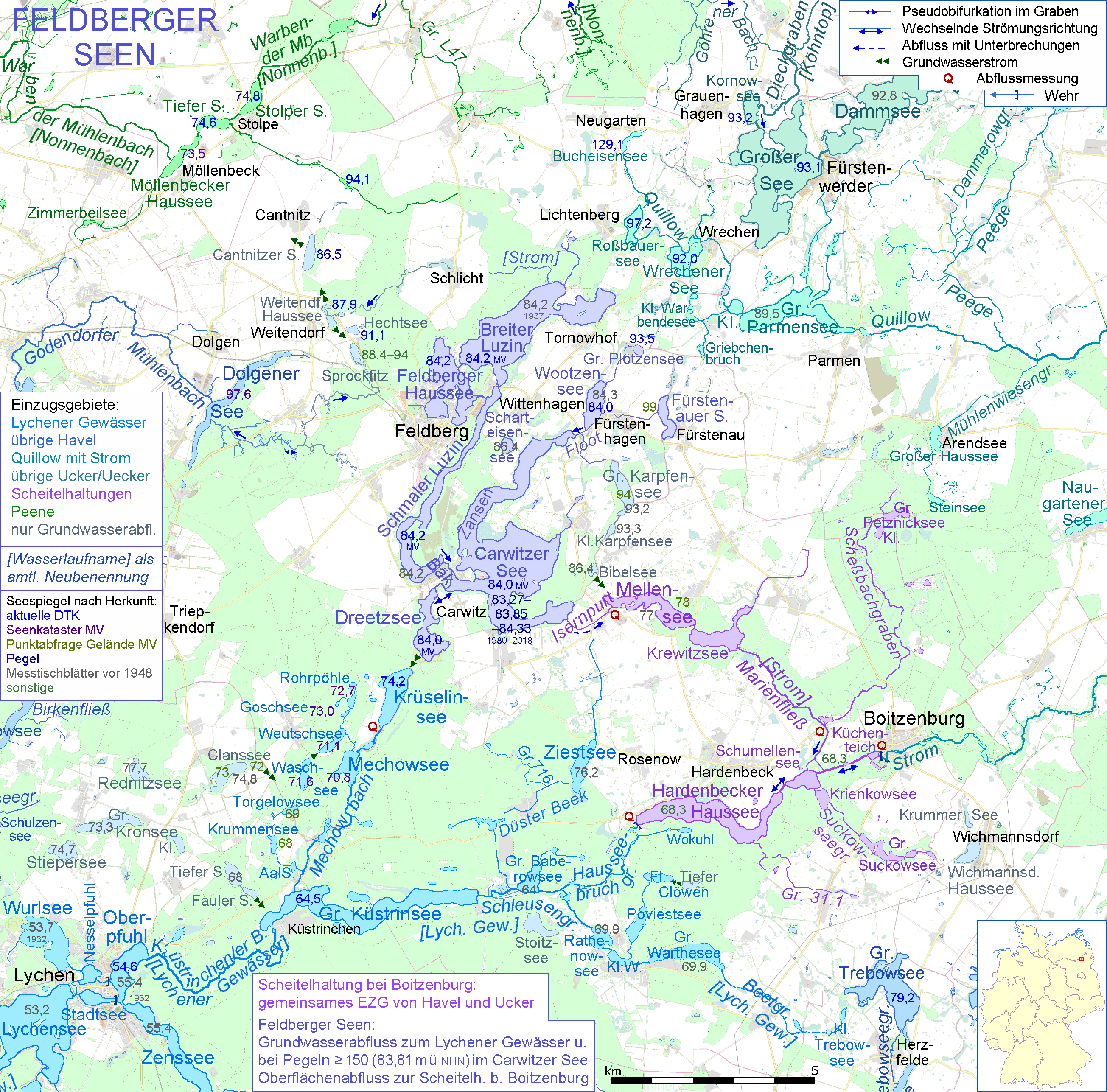
Die Seen der Feldberger Seenlandschaft

- Kulowseen (199 ha)
- Sandugkensee (67 ha)
- Schlavenkensee (593 ha)
- Sprockfitz (27 ha)
- Zahrensee bei Dabelow (17 ha)